# Lajtár Lili
Lajtár Lili (Szeged, 2002. július 31. — ) egy elkötelezett természetvédő, blogger és biológus. Legfontosabb célkitűzése az ismeretterjesztés és szemléletformálás. A Life Finds A Way nevű weboldal létrehozója, ahol saját készítésű képekkel, videókkal színesített bejegyzéseken keresztül ösztönzi olvasóit a természet szeretetére és tiszteletére.

## Munkássága
Már korai éveit is jellemezte a természet irányába való elköteleződés és a környezettudatosság egészséges egyensúlyban történő megélése, a biológiai tanulmányi versenyeken való részvétel (Herman Ottó, Beretzk Péter), vagy a természettel kapcsolatos tudományos-ismeretterjesztő könyvek olvasása. Hamar ráérzett, hogy a megszerzett tudást terjeszteni kell és erre egy saját internetes weboldal kitűnő eszköz lehet, így akkor még csak 12 évesen (2014) el is indította a saját megfigyelésekre alapozott ismeretterjesztő oldalát. 2016 és 2018 között aktívan önkénteskedett a sándorfalvi Fehér-tó melletti gyűrűzőállomáson, ezzel is segítve a Magyar Madártani és Természetvédelmi Egyesület madárgyűrűző munkáját. 
Ezt, a madarak bűvöletében töltött időszakot jellemzi egy általa felfedezett és a személyével összefüggő madárviselkedés, a kezében tartott madarak éber “alvása”. Erre felfigyelve készített vele interjút többek között a National Geographic Magyarország, melynek középpontjában ez az úgymond “madáraltatás” állt, amit a tudomány azóta is csak egyfajta stresszreakcióval magyaráz. Mint előfeltevés, miszerint, hogy a stresszreakció egyelőre nem fogadható el tudományos hipotézisnek, hiszen a madarak kognitív képességeinek vizsgálatai csak az 1970-es évek végén indultak és a jelenleg is tartó kutatások – melynek legelismertebb helyszíne a Max Planck Ornitológiai Intézet – még magát a konkrét viselkedést, mint létezőt sem írták le vagy kutatták. 2019-ben kezdett el mélyrehatóan, de mégis amatőrként foglalkozni interjúk készítésével, főleg a biológia terén jártas, valamint izgalmas életúttal rendelkező személyekkel, mint például Nigel Marven-nal. Általuk enged bepillantást más nézőpontokba, munkájuk fontosságába, miközben mindenki megláthatja, hogy az interjúalanyok hogyan is kapcsolódnak össze az őket körülvevő természettel.
De 2019 nem csak az interjúkról szólt, hanem az ízeltlábúak világa felé nyitásról is, mert meglátta, hogy általuk kiemelt szerepet kaphat az ismeretterjesztés és a biodiverzitás monitorozása. A fajok megismerésében segítséget kapott az Ízeltlábúak és az iNaturalist oldalaktól, valamint továbbra is nagy hangsúlyt fektet az elérhető szakirodalmakban található ismeretanyag elsajátítására. Az ismeretterjesztés és környezeti nevelés jegyében általa fejlesztett felszereléssel rovarászbemutatókat tart. Első tudományos publikációját szintén az ízeltlábúak témakörében írta társszerzőjével, Rédei Dáviddal egy magyar faunára új poloskafaj megjelenéséről 2023 novemberében.
Az élővilág tanulmányozása mellett időt fordít a klímaváltozás hatásainak elemzésére és különböző nézőpontokból történő megvilágítására. Készített egy rövid terjedelmű videót Natural balance címmel 2020-ban, melyben kiemeli, hogy a legtöbb környezetvédelmi eredményt a legkevesebb környezeti átalakítással lehet elérni. 2020-ban közösen ötletelt az Európai Űrügynökség (ESA) Open Space Innovation Platformján (OSIP) keresztül globális madárvonulás-megfigyelő műhold kifejlesztésén. Továbbá ötletekkel támogatta a COP26 és a COP28 klímakonferenciákat. A wado-ryu karateágban 4.kyu fokozattal rendelkezik.